# Gaston Aumoitte
Gaston Achille Louis Aumoitte, né le 19 décembre 1884 à Hanoï (Tonkin) et mort le 30 décembre 1957 à Sainte-Foy-la-Grande (Gironde), est un joueur français de croquet (sport appartenant au cycle de l'U.S.F.S.A.), médaillé olympique et officier d'infanterie.

## Famille et vie privée
Gaston Aumoitte est le fils d'Achille Antoine Aumoitte (1848-1896), chancelier du consulat de France à Hanoï, et de Diane Lucie Outhwaite (1854-1894), pianiste et fille d'artiste graveur à Paris. Plus largement, il est le descendant d'une famille comprenant de nombreux artistes graveurs, illustrateurs ou peintres. Le 27 janvier 1919 , il prend pour épouse Marie Thérèse du Chazaud, dans la commune de Cherval, en Dordogne.

## Médaillé olympique
Gaston Aumoitte participe aux épreuves de croquet aux Jeux olympiques d'été de 1900 à Paris. Il remporte la médaille d'or en simple, à une boule (une balle) par points, ainsi qu'en double avec Georges Johin. Les deux joueurs sont cousins.
Les épreuves ont lieu au Cercle du bois de Boulogne (Pelouse de Madrid, aménagée et sablée pour la circonstance aux frais du baron Gourgaud, sous l'égide du législateur de croquet Henri Desprès ingénieur civil, tous les dimanches entre le 24 juin et le 15 août). Une dizaine de joueurs parisiens participent aux compétitions. Un seul spectateur étranger est recensé (un Anglais arrivé exprès de Nice lors du premier dimanche), qui demeure la seule entrée payante de la compétition.
Les vainqueurs en double remportent quatre maillets d'honneur et deux médailles souvenir, celui du simple à une boule une médaille souvenir.

## Carrière militaire
Menant une carrière militaire, Gaston Aumoitte est officier d'infanterie. Capitaine au 124e régiment d'infanterie, détaché auprès de l'Armée polonaise, il est élevé au rang de chevalier de la Légion d'honneur le 16 juin 1920. Devenu chef de bataillon au 2e régiment étranger, dans les troupes d'occupation du Maroc, il est nommé officier de la Légion d'honneur le 23 avril 1931.
Du 10 avril 1938 au 12 février 1940, passé lieutenant-colonel, il commande l'ouvrage du Simserhof, en Moselle, dont l'édification vient de s'achever sur la ligne Maginot.
En mai 1940, il forme le 23e régiment de marche des volontaires étrangers (23e RMVE) dont il prend le commandement. Quittant le camp du Barcarès en juin 1940, ce régiment participe aux combats dans l'Yonne puis se regroupe en Haute-Vienne. Partiellement replié à Rivesaltes, il est dissous après l'armistice, à l'été 1940. Le 15 juillet 1942, le lieutenant-colonel Aumoitte est promu commandeur de la Légion d'honneur.